# Mieczysław Michalski (przewodnik turystyczny)
Mieczysław Michalski (ur. 2 lipca 1908 w Warszawie, zm. 13 kwietnia 2011 w Gdańsku) – polski przewodnik turystyczny, stulatek, zasłużony działacz i członek honorowy Polskiego Towarzystwa Turystyczno-Krajoznawczego.

## Życiorys
Z zawodu technik mechanik, pracował na kolei. Po II wojnie światowej osiadł w Gdańsku. W 1964 został członkiem Polskiego Towarzystwa Turystyczno-Krajoznawczego, pełnił szereg funkcji we władzach regionalnych: w latach 1981–1985 członek zarządu Oddziału Wojewódzkiego w Gdańsku, w latach 1981–1985 członek zarządu Oddziału Gdańskiego (miejskiego), członek zarządu i wiceprezes Koła Przewodników, członek i wiceprezes Wojewódzkiej Komisji Przewodników, wiceprezes Wojewódzkiego Sądu Koleżeńskiego (1989–1991).
Wchodził także w skład Komisji Przewodnickiej Zarządu Głównego PTTK i Głównego Sądu Koleżeńskiego. Prowadził zajęcia na kursach przewodnickich PTTK, m.in. w muzeum na zamku w Gniewie, był jednym z organizatorów Międzynarodowego Seminarium Ochrony Zabytków Techniki w Gdańsku. Uzyskał uprawnienia przewodnika terenowego, społecznego opiekuna nad zabytkami, instruktora przewodnictwa.

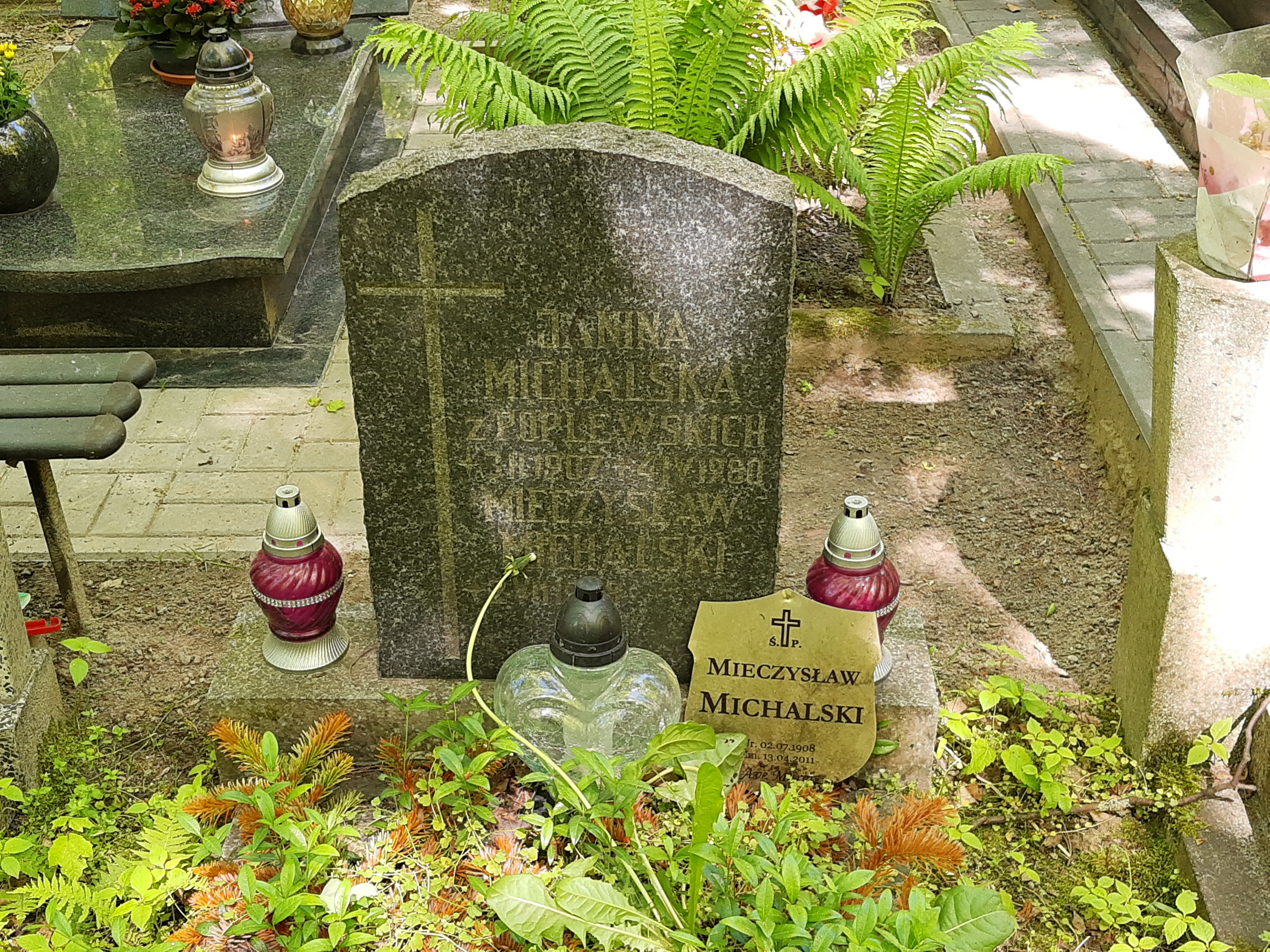
Grób Mieczysława Michalskiego na Srebrzysku

Jest autorem publikacji krajoznawczych, poświęconych zabytkom ziemi gdańskiej. Należy do Stowarzyszenia Miłośników Tradycji „Mazurka Dąbrowskiego”. Został odznaczony m.in. Złotym Krzyżem Zasługi, odznaką „Zasłużony Działacz Kultury”, złotą odznaką „Zasłużony Działacz Turystyki”. Otrzymał również złotą odznakę honorową PTTK, a XIV Walny Zjazd PTTK w Lublinie nadał mu 5 września 1997 tytuł członka honorowego Polskiego Towarzystwa Turystyczno-Krajoznawczego.
W lipcu 2008 ukończył 100 lat, pozostając najstarszym aktywnym przewodnikiem po Gdańsku.
Został pochowany na cmentarzu Srebrzysko w Gdańsku (rejon V, kwatera TAR VII, rząd 4).